# Második Filat-kormány

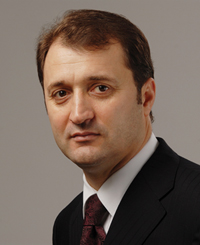
Vlad Filat

2011 január elején, Moldovában megalakult az ország európai uniós csatlakozása mellett elkötelezett hárompárti – a Moldovai Liberális Demokrata Párt, a Moldovai Demokrata Párt és a Liberális Párt alkotta – koalíció, pedig a 2010 november végén rendezett előrehozott parlamenti választások után egyáltalán nem úgy tűnt, hogy a Szövetség az Európai Integrációért koalíció folytathatja mandátumát. A 101 tagú törvényhozásban a kommunisták 42 helyet kaptak, míg az európai irányvonalat követő Liberális Párt, illetve a Moldovai Liberális Demokrata Párt összesen 44 helyet szerzett, így a 15 mandátumot bezsebelő Demokrata Párton múlt a Nyugat-barát politikusok sorsa.
Azonban a koalíció birtokában lévő 59 mandátum kettővel kevesebb annál, mint amennyi az államfő megválasztásához szükséges, ennek hiányában – a hatályos jogszabály szerint – az elnöki feladatokat a házelnök látja el. A tisztségre a koalíciós megállapodás aláírása után néhány órával a Demokrata Párt élén álló Marian Luput választották meg, cserében azért, hogy támogatta az Európa-párti szövetség létrejöttét.

## Kormányösszetétel
A második Filat-kormány összetétele 2011. január 14. és 2013. május 30. között:
| Név                                                        | Hivatal kezdete   | Hivatal vége      | Párt                                     | Megjegyzés     |
| Miniszterelnök                                             | Miniszterelnök    | Miniszterelnök    | Miniszterelnök                           | Miniszterelnök |
| ---------------------------------------------------------- | ----------------- | ----------------- | ---------------------------------------- | -------------- |
| Vlad Filat                                                 | 2011. január 14.  | 2013. április 25. | Moldovai Liberális Demokrata Párt (PLDM) | pártelnök      |
| Iurie Leancă                                               | 2013. április 25. | 2013. május 30.   | Moldovai Liberális Demokrata Párt (PLDM) | ideiglenesen   |
| Miniszterelnök-helyettes                                   |                   |                   |                                          |                |
| Iurie Leancă                                               | 2011. január 14.  | 2013. május 30.   | Moldovai Liberális Demokrata Párt (PLDM) |                |
| Valeriu Lazăr                                              | 2011. január 14.  | 2013. május 30.   | Moldovai Demokrata Párt (PDM)            |                |
| Eugen Carpov (az ország újraegyesítésének megvalósítása)   | 2011. január 14.  | 2013. május 30.   |                                          |                |
| Mihai Moldovanu (a szociális tevékenység összehangolása)   | 2011. január 14.  | 2013. május 30.   |                                          |                |
| Államminiszter                                             |                   |                   |                                          |                |
| Victor Bodiu                                               | 2011. január 14.  | 2013. május 30.   | Moldovai Liberális Demokrata Párt (PLDM) |                |
| Kül- és európai integrációs miniszter                      |                   |                   |                                          |                |
| Iurie Leancă                                               | 2011. január 14.  | 2013. május 30.   | Moldovai Liberális Demokrata Párt (PLDM) |                |
| Gazdasági miniszter                                        |                   |                   |                                          |                |
| Valeriu Lazăr                                              | 2011. január 14.  | 2013. május 30.   | Moldovai Demokrata Párt (PDM)            |                |
| Pénzügyminiszter                                           |                   |                   |                                          |                |
| Veaceslav Negruță                                          | 2011. január 14.  | 2013. május 30.   | Moldovai Liberális Demokrata Párt (PLDM) |                |
| Igazságügy-miniszter                                       |                   |                   |                                          |                |
| Alexandru Tănase                                           | 2011. január 14.  | 2011. május 6.    | Moldovai Liberális Demokrata Párt (PLDM) |                |
| Oleg Efrim                                                 | 2011. május 6.    | 2013. május 30.   |                                          |                |
| Belügyminiszter                                            |                   |                   |                                          |                |
| Alexei Roibu                                               | 2011. január 14.  | 2012. július 24.  | Moldovai Liberális Demokrata Párt (PLDM) |                |
| Dorin Recean                                               | 2012. július 24.  | 2013. május 30.   |                                          |                |
| Védelmi miniszter                                          |                   |                   |                                          |                |
| Vitalie Marinuța                                           | 2011. január 14.  | 2013. május 30.   | Liberális Párt (PL)                      |                |
| Építésügyi és vidékfejlesztési miniszter                   |                   |                   |                                          |                |
| Marcel Răducan                                             | 2011. január 14.  | 2013. május 30.   | Moldovai Demokrata Párt (PDM)            |                |
| Mezőgazdasági és élelmiszeripari miniszter                 |                   |                   |                                          |                |
| Vasile Bumacov                                             | 2011. január 14.  | 2013. május 30.   | Moldovai Liberális Demokrata Párt (PLDM) |                |
| Közlekedési és útgazdálkodási miniszter                    |                   |                   |                                          |                |
| Anatol Șalaru                                              | 2011. január 14.  | 2013. május 30.   | Liberális Párt (PL)                      |                |
| Környezetvédelmi miniszter                                 |                   |                   |                                          |                |
| Gheorghe Șalaru                                            | 2011. január 14.  | 2013. május 30.   | Liberális Párt (PL)                      |                |
| Oktatási miniszter                                         |                   |                   |                                          |                |
| Mihai Șleahtițchi                                          | 2011. január 14.  | 2012. július 24.  | Moldovai Liberális Demokrata Párt (PLDM) |                |
| Maia Sandu                                                 | 2012. július 24.  | 2013. május 30.   |                                          |                |
| Művelődési miniszter                                       |                   |                   |                                          |                |
| Boris Focșa                                                | 2011. január 14.  | 2013. május 30.   | Moldovai Demokrata Párt (PDM)            |                |
| Munkaügyi, népjóléti és családügyi miniszter               |                   |                   |                                          |                |
| Valentina Buliga                                           | 2011. január 14.  | 2013. május 30.   | Moldovai Demokrata Párt (PDM)            |                |
| Egészségügyi miniszter                                     |                   |                   |                                          |                |
| Andrei Usatîi                                              | 2011. január 14.  | 2013. május 30.   | Moldovai Liberális Demokrata Párt (PLDM) |                |
| Ifjúsági és sportminiszter                                 |                   |                   |                                          |                |
| Ion Cebanu                                                 | 2011. január 14.  | 2013. február 6.  | Liberális Párt (PL)                      |                |
| Octavian Ţîcu                                              | 2013. február 26. | 2013. május 30.   | Liberális Párt (PL)                      |                |
| Informatikai és hírközlési miniszter                       |                   |                   |                                          |                |
| Pavel Filip                                                | 2011. január 14.  | 2013. május 30.   | Moldovai Demokrata Párt (PDM)            |                |
| A Gagauz Autonóm Terület kormányzója mint a kormány tagja  |                   |                   |                                          |                |
| Mihail Formuzal                                            | 2011. január 14.  | 2013. május 30.   |                                          |                |
| A Moldovai Tudományos Akadémia elnöke mint a kormány tagja |                   |                   |                                          |                |
| Gheorghe Duca                                              | 2011. január 14.  | 2013. május 30.   |                                          |                |

## A kormány bukása
A hárompárti koalíció 2013 februárjában esett szét, miután a Moldovai Liberális Demokrata Párt (PLDM) és fő koalíciós partnere, a Marian Lupu vezette Moldovai Demokrata Párt (PDM) összekülönbözött azon, hogy melyik párt jelölje a legfőbb ügyészt. A következő hónapban az európai stílusú reformokat ellenző Kommunista Párt bizalmatlansági indítványt nyújtotta be arra hivatkozva, hogy a lakosság elégedetlen a gazdaság helyzete és a korrupció miatt. A parlament 54 képviselője – köztük a kormánykoalícióhoz tartozó PDM képviselői és független honatyák – az 5-én tartott szavazáson megvonta a bizalmat a Filat vezette kormánytól. A döntés után a kormány lemondott, Filat miniszterelnök ügyvezető kormányfőként hivatalban kívánt maradni, de az alkotmánybíróság április közepén úgy döntött, hogy ez nem lehetséges. Nicolae Timofti köztársasági elnök pedig április 25-én Iurie Leancă kül- és európai integrációs minisztert nevezte ki ügyvezető kormányfőnek.